# Музей Тропініна і московських художників його часу
 Музей Тропініна і московських художників його часу — невеличкий художній музей, присвячений творчості художника Тропініна та митцям його часу.

## Історія
Серед відомих і надзвичайно велетенських за розмірами музеїв Москви (сучасна Третьяковська галерея, Центральний будинок художників, Царицино) музей Тропініна посів своє скромне і незалежне місце. Дивом було і його створення, і його виникнення в такому мегаполісі, як Москва.
Ініціатива створення музею належала Вишневському Феліксу Євгеновичу, нащадку освічених московських підприємців кінця ХІХ ст. Підозріле ставлення до колекціонерів мистецтва в СРСР, а тим паче в Москві, уряд якої роками грабував державні музеї і торгував мистецтвом за кордоном десятиліттями, карав Вишневського як злочинця, що зазіхав на приховану державну монополію — безконтрольне і хижацьке використання мистецьких скарбів країни. Неодноразово його мистецькі колекції конфісковували, а самого запроторювали до тюрми. Настирний Фелікс Євгенович виходив після ув'язнення і починав довгі скарги на усі рівні бюрократичної машини, аби повернути хоча би частину власних збірок. Аби відчепитися від прискіпливого Вишневського, йому надавали можливість потрапити до складів і самому знайти в захаращених коморах свої речі.
Мистецька освіта і знання законів дозволяли Вишневському повертати частку своїх колекцій і створювати нові. Цікаві речі він знаходив у пенсіонерів, часто рятував цікаві зразки, знайдені на дахах, в покинутих будівлях, іноді на звалищах. Розуміючи, що віднайдені речі можуть загинути, дарував їх радянським музеям. Серед його дарунків — російські гравюри і акварелі, портрети, ведути і сюжетні картини роботи венеціанських і російських майстрів, стародавні і антикварні меблі, всього близько 500 творів мистецтва.
Коли йому як нащадку вдалося повернути невеликий будинок родини Вишневських в Москві, він і створив там музей Тропініна. І знову подарував його державі СРСР.

## Розташування і фонди

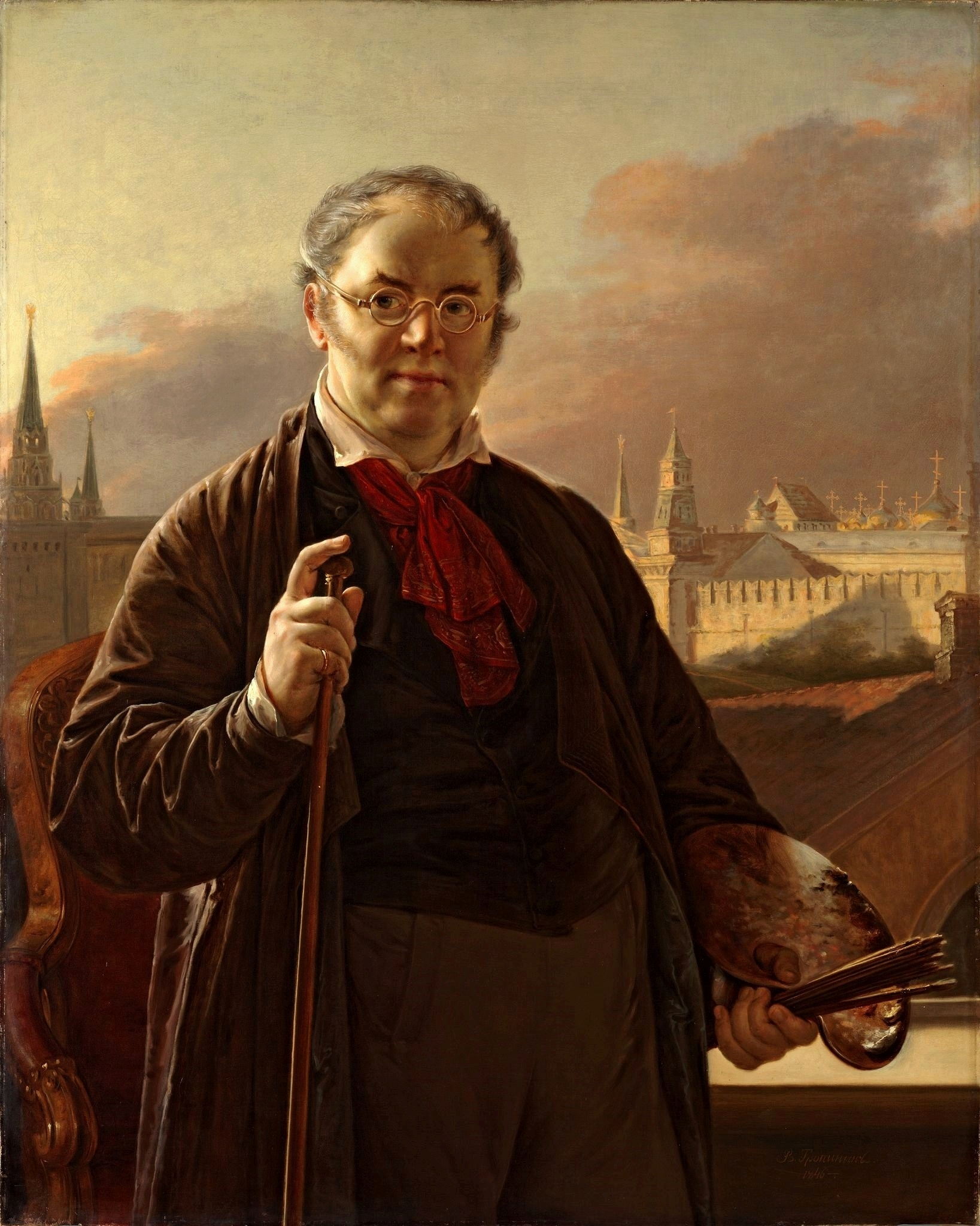
Автопортрет Тропініна

Музей розташований у Щетининському провулку, що неподалік від сучасної Третьяковської галереї. Фонди майже цілком зібрані Феліксом Євгеновичем. Це портрети, сюжетні картини роботи російських майстрів, сучасників Тропініна та його самого. Картинна галерея доповнена тогочасними меблями, побутовими речами дворянства та купців. Невеличкі інтер'єри співвіднесені зі зростом дорослої людини і нічим її не гнітять — в музеї немає монументальних, велетенських творів.  Прерогатива музею Тропініна — твори московського портретиста та маловідомі твори московських художників, серед яких — Д. Волохов, П. Соколов, К.Герц. Родзика збірка — автопортрет Тропініна на тлі веж московського Кремля. Експозиція створена в чотирьох залах. За склом музейних вітрин — вироби з бісеру, медальйони з кістки, скриньки для тютюну тощо.
Аби розширити часові межі збірки, додано декілька художніх творів 18 століття (Вишняков Іван Якович, Антропов Олексій Петрович, Орест Кіпренський, Боровиковський Володимир Лукич, Рокотов Федір Степанович ). Зазвичай це портрети через значне поширення в мистецтві Російської імперії саме портретного жанру.